# Јелачићи (Кладањ)
Јелачићи су насељено мјесто у Босни и Херцеговини, у општини Кладањ, које административно припада Федерацији Босне и Херцеговине. Према попису становништва из 1991. у насељу је живјело 313 становника.

## Историја
Снаге Армије РБиХ су на православну Нову годину 14. јануара 1994. године убиле 17 мјештана Јелачића, од којих шесторо старијих и немоћних лица, док је остало становништво протјерано.

## Становништво
| Националност | 1991. | 1981. | 1971. | 1961. |
| Срби         | 311   | 378   | 342   | 272   |
| Југословени  | 2     | 4     |       |       |
| Укупно       | 313   | 382   | 342   | 272   |

| Демографија | Демографија | Демографија |
| Година      | Становника  | Становника  |
| ----------- | ----------- | ----------- |
| 1961.       | 272         |             |
| 1971.       | 342         |             |
| 1981.       | 382         |             |
| 1991.       | 313         |             |